# Patrick Giles
Patrick Giles, född 3 januari 2000, är en amerikansk professionell ishockeyforward som spelar för Florida Panthers i National Hockey League (NHL).
Han har tidigare spelat för Charlotte Checkers i American Hockey League (AHL); Boston College Eagles i National Collegiate Athletic Association (NCAA) samt Team USA i United States Hockey League (USHL).
Giles blev aldrig NHL-draftad.

## Statistik
| 2014–2015   | Richmond Generals U16     | EJEPL       | 19  | 22 | 19 | 41 | 8  | 3  | 0 | 1 | 1 | 0  |
|             | Landon Bears              |             | 12  | 6  | 9  | 15 | 16 | —  | — | — | — | —  |
| 2015–2016   | Skipjacks Hockey Club U16 | USPHL       | 26  | 9  | 12 | 21 | 28 | 4  | 2 | 2 | 4 | 0  |
|             | Skipjacks Hockey Club U18 | USPHL       | 12  | 1  | 2  | 3  | 4  | 1  | 0 | 0 | 0 | 0  |
|             | Landon Bears              |             | 7   | 13 | 6  | 19 | 8  | —  | — | — | — | —  |
| 2016–2017   | Team USA                  | USHL        | 34  | 2  | 4  | 6  | 28 | —  | — | — | — | —  |
|             | U.S. National U17 Team    |             | 56  | 8  | 11 | 19 | 40 | —  | — | — | — | —  |
|             | U.S. National U18 Team    |             | 1   | 0  | 0  | 0  | 0  | —  | — | — | — | —  |
| 2017–2018   | Team USA                  | USHL        | 26  | 2  | 4  | 6  | 26 | —  | — | — | — | —  |
|             | U.S. National U18 Team    |             | 62  | 11 | 11 | 22 | 54 | —  | — | — | — | —  |
| 2018–2019   | Boston College Eagles     | NCAA        | 37  | 1  | 5  | 6  | 14 | —  | — | — | — | —  |
| 2019–2020   | Boston College Eagles     | NCAA        | 19  | 3  | 2  | 5  | 4  | —  | — | — | — | —  |
| 2020–2021   | Boston College Eagles     | NCAA        | 24  | 3  | 9  | 12 | 16 | —  | — | — | — | —  |
| 2021–2022   | Boston College Eagles     | NCAA        | 37  | 15 | 7  | 22 | 26 | —  | — | — | — | —  |
|             | Charlotte Checkers        | AHL         | 10  | 0  | 1  | 1  | 0  | 7  | 0 | 2 | 2 | 9  |
| 2022–2023   | Charlotte Checkers        | AHL         | 72  | 3  | 10 | 13 | 28 | 7  | 1 | 0 | 1 | 4  |
| 2023–2024   | Charlotte Checkers        | AHL         | 66  | 13 | 10 | 23 | 31 | 3  | 0 | 0 | 0 | 2  |
| 2024–2025   | Florida Panthers          | NHL         | 1   | 0  | 0  | 0  | 0  | —  | — | — | — | —  |
| NHL totalt  | NHL totalt                | NHL totalt  | 1   | 0  | 0  | 0  | 0  | —  | — | — | — | —  |
| AHL totalt  | AHL totalt                | AHL totalt  | 148 | 16 | 21 | 37 | 59 | 17 | 1 | 2 | 3 | 15 |
| NCAA totalt | NCAA totalt               | NCAA totalt | 108 | 22 | 23 | 45 | 60 | —  | — | — | — | —  |
| USHL totalt | USHL totalt               | USHL totalt | 60  | 4  | 8  | 12 | 54 | —  | — | — | — | —  |

### Internationellt
| Källa: Uppdaterad: 2024-10-13 | Källa: Uppdaterad: 2024-10-13 | Källa: Uppdaterad: 2024-10-13 |         | Utv = Utvisningsminuter | Utv = Utvisningsminuter | Utv = Utvisningsminuter | Utv = Utvisningsminuter | Utv = Utvisningsminuter |
| År                            | Lag                           | Mästerskap                    | Matcher | Mål                     | Assists                 | Poäng                   | Utv                     |                         |
| ----------------------------- | ----------------------------- | ----------------------------- | ------- | ----------------------- | ----------------------- | ----------------------- | ----------------------- | ----------------------- |
| 2018                          | USA                           | U18-VM                        | 7       | 1                       | 1                       | 2                       | 4                       |                         |
| Junior totalt                 | Junior totalt                 | Junior totalt                 | 7       | 1                       | 1                       | 2                       | 4                       |                         |